# ویلی میلر (بازیکن فوتبال)
ویلی میلر (انگلیسی: Willie Miller؛ زادهٔ ۲ مهٔ ۱۹۵۵) بازیکن فوتبال اهل اسکاتلند است.
از باشگاه‌هایی که در آن بازی کرده‌است می‌توان به باشگاه فوتبال آبردین اشاره کرد.
وی همچنین در تیم‌های ملی فوتبال زیر ۲۱ سال اسکاتلند و اسکاتلند بازی کرده‌است.